# Phanerotoma ejuncida
Phanerotoma ejuncida är en stekelart som beskrevs av Chen och Ji 2003. Phanerotoma ejuncida ingår i släktet Phanerotoma och familjen bracksteklar. Inga underarter finns listade i Catalogue of Life.